# Coppa del Mondo di biathlon 2010
La Coppa del Mondo di biathlon 2010 fu la trentatreesima edizione della manifestazione organizzata dall'Unione Internazionale Biathlon; ebbe inizio il 2 dicembre 2009 a Östersund, in Svezia, e si concluse il 28 marzo 2010 a Chanty-Mansijsk, in Russia. Nel corso della stagione si tennero a Vancouver i XXI Giochi olimpici invernali e a Chanty-Mansijsk i Campionati mondiali di biathlon 2010, competizioni valide anche ai fini della Coppa del Mondo, il cui calendario non contemplò dunque interruzioni.
In campo maschile furono disputate 25 gare individuali e 5 a squadre, in 10 diverse località. Il norvegese Emil Hegle Svendsen si aggiudicò sia la coppa di cristallo, il trofeo assegnato al vincitore della classifica generale, sia la Coppa di sprint; il francese Martin Fourcade vinse la Coppa di inseguimento, il russo Evgenij Ustjugov quella di partenza in linea e l'austriaco Christoph Sumann quella di individuale. Ole Einar Bjørndalen era il detentore uscente della Coppa generale.
In campo femminile furono disputate 25 gare individuali e 5 a squadre, in 10 diverse località. La tedesca Magdalena Neuner si aggiudicò sia la coppa di cristallo, sia quelle di inseguimento e di partenza in linea; la sua connazionale Simone Hauswald vinse la Coppa di sprint, la svedese Anna Carin Olofsson quella di individuale. Helena Ekholm era la detentrice uscente della Coppa generale.
In calendario furono inserite anche due staffette miste, senza che tuttavia fosse stilata una classifica ufficiale di specialità.

## Uomini

### Risultati
| Data                          | Località           | Nazione   | Spec. | Primo                                                                        | Tempo (tiri)                                              | Secondo                                                                      | Tempo (tiri)                                              | Terzo                                                                           | Tempo (tiri)                                              |
| ----------------------------- | ------------------ | --------- | ----- | ---------------------------------------------------------------------------- | --------------------------------------------------------- | ---------------------------------------------------------------------------- | --------------------------------------------------------- | ------------------------------------------------------------------------------- | --------------------------------------------------------- |
| 3 dicembre 2009               | Östersund          | Svezia    | IN    | Emil Hegle Svendsen                                                          | 52:43.7 (0+1+0+0)                                         | Tim Burke                                                                    | 53:19.2 (0+0+0+1)                                         | Christoph Sumann                                                                | 53:33.2 (0+0+0+1)                                         |
| 5 dicembre 2009               | Östersund          | Svezia    | SP    | Ole Einar Bjørndalen                                                         | 23:30.1 (0+0)                                             | Emil Hegle Svendsen                                                          | 23:55.2 (0+1)                                             | Tim Burke                                                                       | 24:07.3 (0+0)                                             |
| 6 dicembre 2009               | Östersund          | Svezia    | RL    | Francia Vincent Jay Vincent Defrasne Simon Fourcade Martin Fourcade          | 1:15:10.3 (0+1) (0+0) (0+0) (1+3) (0+0) (0+0) (0+2) (0+1) | Norvegia Emil Hegle Svendsen Alexander Os Lars Berger Ole Einar Bjørndalen   | 1:15:24.0 (0+1) (0+2) (0+1) (1+3) (0+0) (2+3) (0+0) (0+1) | Austria Daniel Mesotitsch Simon Eder Dominik Landertinger Christoph Sumann      | 1:15:28.5 (0+0) (1+3) (0+1) (0+3) (0+0) (0+0) (0+0) (0+1) |
| 11 dicembre 2009              | Hochfilzen         | Austria   | SP    | Ole Einar Bjørndalen                                                         | 26:14.0 (0+0)                                             | Nikolaj Kruglov                                                              | 26:20.7 (0+0)                                             | Evgenij Ustjugov                                                                | 26:24.1 (0+1)                                             |
| 12 dicembre 2009              | Hochfilzen         | Austria   | PU    | Emil Hegle Svendsen                                                          | 34:36.7 (0+0+0+1)                                         | Simon Eder                                                                   | 34:38.3 (0+1+0+0)                                         | Ole Einar Bjørndalen                                                            | 34:39.8 (0+1+2+0)                                         |
| 13 dicembre 2009              | Hochfilzen         | Austria   | RL    | Austria Simon Eder Daniel Mesotitsch Dominik Landertinger Christoph Sumann   | 1:16:13.1 (0+0) (0+0) (0+0) (0+1) (0+3) (0+1)             | Russia Ivan Čerezov Evgenij Ustjugov Nikolaj Kruglov Maksim Čudov            | 1:16:38.8 (0+1) (0+0) (0+0) (0+0) (0+0) (1+3) (0+0) (0+1) | Germania Christoph Stephan Arnd Peiffer Michael Greis Simon Schempp             | 1:16:45.1 (0+0) (0+1) (0+0) (0+0) (0+2) (0+1) (0+0) (0+1) |
| 17 dicembre 2009              | Pokljuka           | Slovenia  | IN    | Christoph Sumann                                                             |                                                           | Simon Fourcade                                                               |                                                           | Alexander Os                                                                    |                                                           |
| 19 dicembre 2009              | Pokljuka           | Slovenia  | SP    | Ivan Čerezov                                                                 |                                                           | Dominik Landertinger                                                         |                                                           | Thomas Frei                                                                     |                                                           |
| 20 dicembre 2009              | Pokljuka           | Slovenia  | PU    | Evgenij Ustjugov                                                             |                                                           | Roland Lessing                                                               |                                                           | Simon Eder                                                                      |                                                           |
| 7 gennaio 2010                | Oberhof            | Germania  | RL    | Norvegia Halvard Hanevold Tarjei Bø Emil Hegle Svendsen Ole Einar Bjørndalen |                                                           | Francia Vincent Jay Vincent Defrasne Simon Fourcade Martin Fourcade          |                                                           | Germania Christoph Stephan Michael Greis Arnd Peiffer Simon Schempp             |                                                           |
| 9 gennaio 2010                | Oberhof            | Germania  | SP    | Evgenij Ustjugov                                                             |                                                           | Michael Greis                                                                |                                                           | Carl Johan Bergman                                                              |                                                           |
| 10 gennaio 2010               | Oberhof            | Germania  | MS    | Ole Einar Bjørndalen                                                         |                                                           | Tim Burke                                                                    |                                                           | Tomasz Sikora                                                                   |                                                           |
| 15 gennaio 2010               | Ruhpolding         | Germania  | SP    | Emil Hegle Svendsen                                                          |                                                           | Ole Einar Bjørndalen                                                         |                                                           | Michael Greis                                                                   |                                                           |
| 16 gennaio 2010               | Ruhpolding         | Germania  | MS    | Emil Hegle Svendsen                                                          |                                                           | Evgenij Ustjugov                                                             |                                                           | Simon Eder                                                                      |                                                           |
| 17 gennaio 2010               | Ruhpolding         | Germania  | RL    | Russia Ivan Čerezov Anton Šipulin Maksim Čudov Evgenij Ustjugov              |                                                           | Norvegia Halvard Hanevold Tarjei Bø Ole Einar Bjørndalen Emil Hegle Svendsen |                                                           | Austria Daniel Mesotitsch Friedrich Pinter Tobias Eberhard Dominik Landertinger |                                                           |
| 21 gennaio 2010               | Anterselva         | Italia    | IN    | Serhij Sednjev                                                               |                                                           | Daniel Mesotitsch                                                            |                                                           | Alexis Bœuf                                                                     |                                                           |
| 23 gennaio 2010               | Anterselva         | Italia    | SP    | Arnd Peiffer                                                                 |                                                           | Dominik Landertinger                                                         |                                                           | Christoph Stephan                                                               |                                                           |
| 24 gennaio 2010               | Anterselva         | Italia    | PU    | Daniel Mesotitsch                                                            |                                                           | Arnd Peiffer                                                                 |                                                           | Dominik Landertinger                                                            |                                                           |
| XXI Giochi olimpici invernali |                    |           |       |                                                                              |                                                           |                                                                              |                                                           |                                                                                 |                                                           |
| 3 febbraio 2010               | Vancouver Whistler | Canada    | SP    | Vincent Jay                                                                  |                                                           | Emil Hegle Svendsen                                                          |                                                           | Jakov Fak                                                                       |                                                           |
| 5 febbraio 2010               | Vancouver Whistler | Canada    | PU    | Björn Ferry                                                                  |                                                           | Christoph Sumann                                                             |                                                           | Vincent Jay                                                                     |                                                           |
| 7 febbraio 2010               | Vancouver Whistler | Canada    | IN    | Emil Hegle Svendsen                                                          |                                                           | Ole Einar Bjørndalen Sjarhej Novikaŭ                                         |                                                           |                                                                                 |                                                           |
| 10 febbraio 2010              | Vancouver Whistler | Canada    | MS    | Evgenij Ustjugov                                                             |                                                           | Martin Fourcade                                                              |                                                           | Pavol Hurajt                                                                    |                                                           |
| 15 febbraio 2010              | Vancouver Whistler | Canada    | RL    | Norvegia Halvard Hanevold Tarjei Bø Emil Hegle Svendsen Ole Einar Bjørndalen |                                                           | Austria Simon Eder Daniel Mesotitsch Dominik Landertinger Christoph Sumann   |                                                           | Russia Ivan Čerezov Anton Šipulin Maksim Čudov Evgenij Ustjugov                 |                                                           |
| 13 marzo 2010                 | Kontiolahti        | Finlandia | SP    | Ivan Čerezov                                                                 |                                                           | Emil Hegle Svendsen                                                          |                                                           | Martin Fourcade                                                                 |                                                           |
| 14 marzo 2010                 | Kontiolahti        | Finlandia | PU    | Martin Fourcade                                                              |                                                           | Christian De Lorenzi                                                         |                                                           | Vincent Jay                                                                     |                                                           |
| 18 marzo 2010                 | Oslo Holmenkollen  | Norvegia  | SP    | Martin Fourcade                                                              |                                                           | Maksim Čudov                                                                 |                                                           | Christoph Sumann                                                                |                                                           |
| 20 marzo 2010                 | Oslo Holmenkollen  | Norvegia  | PU    | Martin Fourcade                                                              |                                                           | Simon Schempp                                                                |                                                           | Ivan Čerezov                                                                    |                                                           |
| 21 marzo 2010                 | Oslo Holmenkollen  | Norvegia  | MS    | Ivan Čerezov                                                                 |                                                           | Christoph Sumann                                                             |                                                           | Emil Hegle Svendsen                                                             |                                                           |
| 26 marzo 2010                 | Chanty-Mansijsk    | Russia    | SP    | Ivan Čerezov                                                                 |                                                           | Christian De Lorenzi                                                         |                                                           | Andrij Deryzemlja                                                               |                                                           |
| 27 marzo 2010                 | Chanty-Mansijsk    | Russia    | MS    | Dominik Landertinger                                                         |                                                           | Arnd Peiffer                                                                 |                                                           | Halvard Hanevold                                                                |                                                           |

Legenda:

IN = individuale

SP = sprint

PU = inseguimento

MS = partenza in linea

RL = staffetta

### Classifiche

#### Generale
| Pos. | Nome                 | Nazione  | Punti |
| ---- | -------------------- | -------- | ----- |
| 1    | Emil Hegle Svendsen  | Norvegia | 828   |
| 2    | Christoph Sumann     | Austria  | 813   |
| 3    | Ivan Čerezov         | Russia   | 782   |
| 4    | Evgenij Ustjugov     | Russia   | 752   |
| 5    | Martin Fourcade      | Francia  | 719   |
| 6    | Dominik Landertinger | Austria  | 701   |
| 7    | Simon Fourcade       | Francia  | 655   |
| 8    | Simon Eder           | Austria  | 653   |
| 9    | Arnd Peiffer         | Austria  | 646   |
| 10   | Ole Einar Bjørndalen | Norvegia | 593   |

#### Sprint
| Pos. | Nome                 | Nazione  | Punti |
| ---- | -------------------- | -------- | ----- |
| 1    | Emil Hegle Svendsen  | Norvegia | 354   |
| 2    | Ivan Čerezov         | Russia   | 344   |
| 3    | Christoph Sumann     | Austria  | 292   |
| 4    | Evgenij Ustjugov     | Russia   | 278   |
| 5    | Dominik Landertinger | Austria  | 272   |

#### Inseguimento
| Pos. | Nome                 | Nazione | Punti |
| ---- | -------------------- | ------- | ----- |
| 1    | Martin Fourcade      | Francia | 197   |
| 2    | Simon Eder           | Austria | 196   |
| 3    | Ivan Čerezov         | Russia  | 189   |
| 4    | Evgenij Ustjugov     | Russia  | 184   |
| 5    | Dominik Landertinger | Austria | 184   |

#### Partenza in linea
| Pos. | Nome                 | Nazione  | Punti |
| ---- | -------------------- | -------- | ----- |
| 1    | Evgenij Ustjugov     | Russia   | 197   |
| 2    | Emil Hegle Svendsen  | Norvegia | 163   |
| 3    | Arnd Peiffer         | Germania | 161   |
| 4    | Christoph Sumann     | Austria  | 160   |
| 5    | Dominik Landertinger | Austria  | 157   |

#### Individuale
| Pos. | Nome                | Nazione    | Punti |
| ---- | ------------------- | ---------- | ----- |
| 1    | Christoph Sumann    | Austria    | 142   |
| 2    | Emil Hegle Svendsen | Norvegia   | 120   |
| 3    | Daniel Mesotitsch   | Austria    | 120   |
| 4    | Serhij Sednjev      | Ucraina    | 114   |
| 5    | Pavol Hurajt        | Slovacchia | 111   |

#### Staffetta
| Pos. | Nazione  | Punti |
| ---- | -------- | ----- |
| 1    | Norvegia | 228   |
| 2    | Austria  | 210   |
| 3    | Russia   | 205   |
| 4    | Francia  | 195   |
| 5    | Germania | 179   |

#### Nazioni
| Pos. | Nazione  | Punti |
| ---- | -------- | ----- |
| 1    | Norvegia | 6250  |
| 2    | Russia   | 6161  |
| 3    | Austria  | 6107  |
| 4    | Francia  | 5846  |
| 5    | Germania | 5760  |

## Donne

### Risultati
| Data                          | Località           | Nazione   | Spec. | Prima                                                                         | Tempo (tiri)                                              | Seconda                                                               | Tempo (tiri)                                              | Terza                                                                          | Tempo (tiri)                                              |
| ----------------------------- | ------------------ | --------- | ----- | ----------------------------------------------------------------------------- | --------------------------------------------------------- | --------------------------------------------------------------------- | --------------------------------------------------------- | ------------------------------------------------------------------------------ | --------------------------------------------------------- |
| 2 dicembre 2009               | Östersund          | Svezia    | IN    | Helena Ekholm                                                                 | 43:01.4 (0+0+1+0)                                         | Anna Carin Olofsson                                                   | 43:27.6 (0+1+0+1)                                         | Dar"ja Domračava                                                               | 44:17.8 (0+1+0+1)                                         |
| 5 dicembre 2009               | Östersund          | Svezia    | SP    | Tora Berger                                                                   | 21:21.5 (0+0)                                             | Ol'ga Medvedceva                                                      | 21:28.3 (0+0)                                             | Kaisa Mäkäräinen                                                               | 21:31.5 (0+0)                                             |
| 6 dicembre 2009               | Östersund          | Svezia    | RL    | Germania Martina Beck Andrea Henkel Simone Hauswald Kati Wilhelm              | 1:10:52.5 (0+1) (0+1) (0+0) (0+2) (0+1) (0+1) (0+2) (0+1) | Russia Svetlana Slepcova Anna Bulygina Ol'ga Zajceva Ol'ga Medvedceva | 1:11:10.9 (0+2) (0+1) (0+0) (0+0) (0+0) (0+3) (0+2) (0+1) | Francia Marie-Laure Brunet Sylvie Becaert Marie Dorin Sandrine Bailly          | 1:12:17.7 (0+0) (0+2) (0+2) (0+1) (0+0) (0+1) (0+2) (0+2) |
| 11 dicembre 2009              | Hochfilzen         | Austria   | SP    | Anna Carin Olofsson                                                           | 23:10.8 (0+0)                                             | Helena Ekholm                                                         | 23:21.9 (0+0)                                             | Ol'ga Zajceva                                                                  | 24:00.5 (0+1)                                             |
| 12 dicembre 2009              | Hochfilzen         | Austria   | PU    | Helena Ekholm                                                                 | 34:09.1 (0+1+0+0)                                         | Svetlana Slepcova                                                     | 34:40.8 (0+0+1+1)                                         | Ol'ga Zajceva                                                                  | 34:45.1 (1+1+0+0)                                         |
| 13 dicembre 2009              | Hochfilzen         | Austria   | RL    | Russia Svetlana Slepcova Anna Bulygina Jana Romanova Ol'ga Zajceva            | 1:13:37.0 (0+1) (0+2) (0+1) (0+0) (0+0) (0+1) (0+1) (0+0) | Francia Marie-Laure Brunet Sylvie Becaert Marie Dorin Sandrine Bailly | 1:13:40.8 (0+0) (0+2) (0+0) (0+1) (0+1) (0+0) (0+1) (0+2) | Svezia Elisabeth Högberg Anna Carin Olofsson Anna Maria Nilsson Helena Ekholm  | 1:13:41.6 (0+0) (0+0) (0+0) (0+1) (0+2) (0+0) (0+0) (0+0) |
| 17 dicembre 2009              | Pokljuka           | Slovenia  | IN    | Helena Ekholm                                                                 |                                                           | Anna Carin Olofsson                                                   |                                                           | Anastasija Kuz'mina                                                            |                                                           |
| 19 dicembre 2009              | Pokljuka           | Slovenia  | SP    | Svetlana Slepcova                                                             |                                                           | Anna Bogalij-Titovec                                                  |                                                           | Magdalena Neuner                                                               |                                                           |
| 20 dicembre 2009              | Pokljuka           | Slovenia  | PU    | Svetlana Slepcova                                                             |                                                           | Magdalena Neuner                                                      |                                                           | Anna Bogalij-Titovec                                                           |                                                           |
| 6 gennaio 2010                | Oberhof            | Germania  | RL    | Russia Anna Bogalij-Titovec Anna Bulygina Ol'ga Medvedceva Svetlana Slepcova  |                                                           | Germania Martina Beck Simone Hauswald Tina Bachmann Andrea Henkel     |                                                           | Francia Marie-Laure Brunet Sylvie Becaert Marie Dorin Sandrine Bailly          |                                                           |
| 8 gennaio 2010                | Oberhof            | Germania  | SP    | Simone Hauswald                                                               |                                                           | Helena Ekholm                                                         |                                                           | Ann Kristin Flatland                                                           |                                                           |
| 10 gennaio 2010               | Oberhof            | Germania  | MS    | Andrea Henkel                                                                 |                                                           | Helena Ekholm                                                         |                                                           | Tora Berger                                                                    |                                                           |
| 13 gennaio 2010               | Ruhpolding         | Germania  | SP    | Anna Carin Olofsson                                                           |                                                           | Ol'ga Medvedceva                                                      |                                                           | Magdalena Neuner                                                               |                                                           |
| 15 gennaio 2010               | Ruhpolding         | Germania  | RL    | Svezia Elisabeth Högberg Anna Carin Olofsson Anna Maria Nilsson Helena Ekholm |                                                           | Russia Jana Romanova Anna Bulygina Ol'ga Medvedceva Ol'ga Zajceva     |                                                           | Norvegia Liv-Kjersti Eikeland Ann Kristin Flatland Solveig Rogstad Tora Berger |                                                           |
| 16 gennaio 2010               | Ruhpolding         | Germania  | MS    | Helena Ekholm                                                                 |                                                           | Simone Hauswald                                                       |                                                           | Magdalena Neuner                                                               |                                                           |
| 20 gennaio 2010               | Anterselva         | Italia    | IN    | Magdalena Neuner                                                              |                                                           | Kati Wilhelm                                                          |                                                           | Andrea Henkel                                                                  |                                                           |
| 22 gennaio 2010               | Anterselva         | Italia    | SP    | Magdalena Neuner                                                              |                                                           | Andrea Henkel                                                         |                                                           | Sandrine Bailly                                                                |                                                           |
| 24 gennaio 2010               | Anterselva         | Italia    | PU    | Andrea Henkel                                                                 |                                                           | Magdalena Neuner                                                      |                                                           | Ann Kristin Flatland                                                           |                                                           |
| XXI Giochi olimpici invernali |                    |           |       |                                                                               |                                                           |                                                                       |                                                           |                                                                                |                                                           |
| 2 febbraio 2010               | Vancouver Whistler | Canada    | SP    | Anastasija Kuz'mina                                                           |                                                           | Magdalena Neuner                                                      |                                                           | Marie Dorin                                                                    |                                                           |
| 5 febbraio 2010               | Vancouver Whistler | Canada    | PU    | Magdalena Neuner                                                              |                                                           | Anastasija Kuz'mina                                                   |                                                           | Marie-Laure Brunet                                                             |                                                           |
| 7 febbraio 2010               | Vancouver Whistler | Canada    | IN    | Tora Berger                                                                   |                                                           | Elena Chrustalëva                                                     |                                                           | Dar"ja Domračava                                                               |                                                           |
| 10 febbraio 2010              | Vancouver Whistler | Canada    | MS    | Magdalena Neuner                                                              |                                                           | Ol'ga Zajceva                                                         |                                                           | Simone Hauswald                                                                |                                                           |
| 12 febbraio 2010              | Vancouver Whistler | Canada    | RL    | Russia Svetlana Slepcova Anna Bogalij-Titovec Ol'ga Medvedceva Ol'ga Zajceva  |                                                           | Francia Marie-Laure Brunet Sylvie Becaert Marie Dorin Sandrine Bailly |                                                           | Germania Kati Wilhelm Simone Hauswald Martina Beck Andrea Henkel               |                                                           |
| 13 marzo 2010                 | Kontiolahti        | Finlandia | SP    | Dar"ja Domračava                                                              |                                                           | Ol'ga Zajceva                                                         |                                                           | Kati Wilhelm                                                                   |                                                           |
| 14 marzo 2010                 | Kontiolahti        | Finlandia | PU    | Dar"ja Domračava                                                              |                                                           | Magdalena Neuner                                                      |                                                           | Simone Hauswald                                                                |                                                           |
| 18 marzo 2010                 | Oslo Holmenkollen  | Norvegia  | SP    | Simone Hauswald                                                               |                                                           | Dar"ja Domračava                                                      |                                                           | Anna Carin Olofsson                                                            |                                                           |
| 20 marzo 2010                 | Oslo Holmenkollen  | Norvegia  | PU    | Simone Hauswald                                                               |                                                           | Dar"ja Domračava                                                      |                                                           | Anna Carin Olofsson                                                            |                                                           |
| 21 marzo 2010                 | Oslo Holmenkollen  | Norvegia  | MS    | Simone Hauswald                                                               |                                                           | Vita Semerenko                                                        |                                                           | Magdalena Neuner                                                               |                                                           |
| 25 marzo 2010                 | Chanty-Mansijsk    | Russia    | SP    | Jana Romanova                                                                 |                                                           | Marie-Laure Brunet                                                    |                                                           | Helena Ekholm                                                                  |                                                           |
| 27 marzo 2010                 | Chanty-Mansijsk    | Russia    | MS    | Magdalena Neuner                                                              |                                                           | Sandrine Bailly                                                       |                                                           | Anastasija Kuz'mina                                                            |                                                           |

Legenda:

IN = individuale

SP = sprint

PU = inseguimento

MS = partenza in linea

RL = staffetta

### Classifiche

#### Generale
| Pos. | Nome                | Nazione     | Punti |
| ---- | ------------------- | ----------- | ----- |
| 1    | Magdalena Neuner    | Germania    | 933   |
| 2    | Simone Hauswald     | Germania    | 854   |
| 3    | Helena Ekholm       | Svezia      | 813   |
| 4    | Andrea Henkel       | Germania    | 781   |
| 5    | Anna Carin Olofsson | Svezia      | 775   |
| 6    | Dar"ja Domračava    | Bielorussia | 770   |
| 7    | Kati Wilhelm        | Germania    | 733   |
| 8    | Ol'ga Zajceva       | Russia      | 719   |
| 9    | Marie-Laure Brunet  | Francia     | 682   |
| 10   | Teja Gregorin       | Slovenia    | 588   |

#### Sprint
| Pos. | Nome                | Nazione  | Punti |
| ---- | ------------------- | -------- | ----- |
| 1    | Simone Hauswald     | Germania | 345   |
| 2    | Magdalena Neuner    | Germania | 334   |
| 3    | Helena Ekholm       | Svezia   | 332   |
| 4    | Anna Carin Olofsson | Svezia   | 326   |
| 5    | Kati Wilhelm        | Germania | 303   |

#### Inseguimento
| Pos. | Nome             | Nazione     | Punti |
| ---- | ---------------- | ----------- | ----- |
| 1    | Magdalena Neuner | Germania    | 256   |
| 2    | Simone Hauswald  | Germania    | 217   |
| 3    | Ol'ga Zajceva    | Russia      | 207   |
| 4    | Dar"ja Domračava | Bielorussia | 199   |
| 5    | Andrea Henkel    | Germania    | 194   |

#### Partenza in linea
| Pos. | Nome             | Nazione  | Punti |
| ---- | ---------------- | -------- | ----- |
| 1    | Magdalena Neuner | Germania | 216   |
| 2    | Simone Hauswald  | Germania | 198   |
| 3    | Andrea Henkel    | Germania | 169   |
| 4    | Helena Ekholm    | Svezia   | 166   |
| 5    | Ol'ga Zajceva    | Russia   | 154   |

#### Individuale
| Pos. | Nome                | Nazione     | Punti |
| ---- | ------------------- | ----------- | ----- |
| 1    | Anna Carin Olofsson | Svezia      | 132   |
| 2    | Andrea Henkel       | Germania    | 126   |
| 3    | Dar"ja Domračava    | Bielorussia | 121   |
|      | Kati Wilhelm        | Germania    | 121   |
| 5    | Helena Ekholm       | Svezia      | 120   |

#### Staffetta
| Pos. | Nazione  | Punti |
| ---- | -------- | ----- |
| 1    | Russia   | 234   |
| 2    | Germania | 205   |
| 3    | Francia  | 204   |
| 4    | Svezia   | 191   |
| 5    | Norvegia | 191   |

#### Nazioni
| Pos. | Nazione  | Punti |
| ---- | -------- | ----- |
| 1    | Germania | 6309  |
| 2    | Russia   | 6290  |
| 3    | Francia  | 5834  |
| 4    | Svezia   | 5829  |
| 5    | Ucraina  | 5456  |

## Misto

### Risultati
| Data                                 | Località        | Nazione   | Spec. | Primo                                                                | Secondo                                                                            | Terzo                                                                   |
| ------------------------------------ | --------------- | --------- | ----- | -------------------------------------------------------------------- | ---------------------------------------------------------------------------------- | ----------------------------------------------------------------------- |
| 12 marzo 2010                        | Kontiolahti     | Finlandia | MX    | Norvegia Ann Kristin Flatland Tora Berger Halvard Hanevold Tarjei Bø | Germania Kati Wilhelm Magdalena Neuner Erik Lesser Simon Schempp                   | Italia Katja Haller Karin Oberhofer Lukas Hofer Christian De Lorenzi    |
| Campionati mondiali di biathlon 2010 |                 |           |       |                                                                      |                                                                                    |                                                                         |
| 28 marzo 2010                        | Chanty-Mansijsk | Russia    | MX    | Germania Simone Hauswald Magdalena Neuner Simon Schempp Arnd Peiffer | Norvegia Ann Kristin Flatland Tora Berger Emil Hegle Svendsen Ole Einar Bjørndalen | Svezia Helena Ekholm Anna Carin Olofsson Björn Ferry Carl Johan Bergman |

Legenda:

MX = staffetta mista